# Alfonso Grau
Alfonso Grau Alonso (Callosa de Ensarriá, Alicante; 1941) es un expolítico y cirujano español. Concejal del Ayuntamiento de Valencia desde 1995 hasta 2015 y hombre de confianza de la alcaldesa Rita Barberá. Dejó el cargo en marzo de 2015 después de que la Audiencia de Palma decidiera procesarlo por el Caso Nóos.  
En 2024 fue condenado por la Audiencia Provincial de Valencia a cuatro años y medio de prisión y a nueve de inhabilitación, por los delitos de malversación de caudales públicos y cohecho.  

## Biografía
Grau, doctorado por la Facultad de Medicina de Valencia en 1968, es cirujano con plaza en el Hospital General Universitario de Valencia. Se incorporó al equipo de Rita Barberá, alcaldesa de Valencia por el Partido Popular (PP) en las elecciones de 1995 donde ocupó varias responsabilidades en el gobierno municipal: fiestas, presupuestos y hacienda, y Grandes Proyectos. Fue vicealcalde en 2011.
Como regidor responsable de Turismo y Grandes Proyectos, presidió la Fundación Turismo Valencia Convention Bureau que firmó convenios con el Instituto Nóos para organizar foros sobre el deporte los años 2004, 2005 y 2006. Una institución privada investigada por el conocido como Caso Nóos de corrupción política. El juez imputó a Alfonso Grau por primera vez en mayo de 2014 acusado de prevaricación, malversación de fondos públicos, fraude a la administración y tráfico de influencias. En diciembre del mismo año el juez Castro dictó el sobreseimiento del caso y apartó a Grau de cualquier responsabilidad penal. La acusación particular ejercida por el PSPV-PSOE consiguió reabrir las investigaciones y el juez volvió a imputar a Grau en marzo de 2015, días después dimitió insistiendo en su no culpabilidad y defendiendo su honorabilidad. En febrero de 2016 fue detenido e imputado otra vez.
El 30 de julio de 2024, fue condenado por la Audiencia Provincial de Valencia a cuatro años y medio de prisión y a nueve de inhabilitación, por los delitos de malversación de caudales públicos y cohecho. La sentencia también le impone el pago de una multa de cinco millones de euros, además de una indemnización de 388 150 euros al Ayuntamiento de Valencia. Poco después de ser condenado el Comité de Derechos y Garantías del PP lo expulsó del partido.
Estuvo casado con la que también fuera concejal de Valencia, María José Alcón Miquel.